# スーパーナニー
『スーパーナニー』 (英語: Supernanny) は、イギリスのチャンネル4で放送されていたリアリティ番組。
ナニー（日本語訳では乳母となるが、この番組においては教育係）のジョー・フロストが独自の方法で子どもの行儀を正していく。悩みを抱える依頼者の自宅に出向いて収録する。
イギリスで好評を得たことから、アメリカのABCがジョー・フロストを招いてアメリカ版を制作した。なお、FOXはこれに似たナニー911でスーパーナニーに対抗した。

## 日本での放送
日本のDlifeにおいて『子育てリアリティ 出張しつけ相談』という邦題で放送された。
| Dlife 火曜 20:00枠                                                      | Dlife 火曜 20:00枠                                                | Dlife 火曜 20:00枠                                  |
| 前番組                                                                  | 番組名                                                            | 次番組                                              |
| ----------------------------------------------------------------------- | ----------------------------------------------------------------- | --------------------------------------------------- |
| ジャパニーズゲームショー 「マジで!?」 （2012年3月20日 - 2012年4月24日） | 子育てリアリティ 出張しつけ相談 （2012年5月1日 - 2012年9月25日）  | エレンの部屋 （2012年10月2日 - ）                   |
| Dlife 火曜 18:00枠                                                      |                                                                   |                                                     |
| 恋するマンハッタン （2012年5月1日 - 2012年9月25日）                     | 子育てリアリティ 出張しつけ相談 （2012年10月2日 - 2013年3月26日） | 恋するマンハッタン （2013年4月2日 - 2013年5月28日） |
| Dlife 平日 14:00枠                                                      |                                                                   |                                                     |
| フレンズ （2012年10月1日 - 2013年4月4日）                               | 子育てリアリティ 出張しつけ相談 （2013年4月5日 - 2013年5月21日）  | お母さん交換 家族改造計画 （2013年5月22日 - ）      |